# Побєда (Цілинний район)
Побє́да (рос. Победа) — село у складі Цілинного району Алтайського краю, Росія. Адміністративний центр Степно-Чумиської сільської ради.

## Населення
Населення — 657 осіб (2010; 743 у 2002).
Національний склад (станом на 2002 рік):
- росіяни — 94 %